# Longraye
Longraye est une ancienne commune française, située dans le département du Calvados en région Normandie, peuplée de 195 habitants. Au 1er janvier 2017, la commune devient une commune déléguée au sein de la commune nouvelle d'Aurseulles.

## Géographie
La commune est située dans le canton de Caumont-l'Éventé, à 27 kilomètres de Caen, 16 de Bayeux, 11 de Caumont-l'Éventé.
Divers hameaux : Onchy, le Lion Vert, la Poterie, la Varderie, les Essarts, la Folie, Orbandel, Beyrolles, la Forte-Cour. 

## Toponymie
Le nom de la localité est attesté sous les formes Longareia en 1180; Longarea en 1234; Longueraye en 1254; Longueroie 1260; Longa Rea en 1262; Longuereie en 1272; Longœ Reœ en 1288,.
Toponyme évoquant un long sillon, une longue raie de champ (sans doute un « long champ »).

## Histoire
Le prieuré de Bérolles était un fief auquel était attachée une chapelle sous l'invocation de Notre-Dame[réf. nécessaire].
Fête patronale : Saint-Pierre. Commune rétablie en 1983 après son association, en 1973, avec Hottot-les-Bagues.

## Politique et administration
| Période                                  | Période   | Identité       | Étiquette | Qualité           |
| ---------------------------------------- | --------- | -------------- | --------- | ----------------- |
| 1960                                     | ?         | Auguste Allix  |           |                   |
| ?                                        | mars 2001 | Monique Corbel |           |                   |
| mars 2001                                | En cours  | Michel Toudic  | SE        | Électromécanicien |
| Les données manquantes sont à compléter. |           |                |           |                   |

## Démographie
L'évolution du nombre d'habitants est connue à travers les recensements de la population effectués dans la commune depuis 1793. À partir du 1er janvier 2009, les populations légales des communes sont publiées annuellement dans le cadre d'un recensement qui repose désormais sur une collecte d'information annuelle, concernant successivement tous les territoires communaux au cours d'une période de cinq ans. 
Pour les communes de moins de 10 000 habitants, une enquête de recensement portant sur toute la population est réalisée tous les cinq ans, les populations légales des années intermédiaires étant quant à elles estimées par interpolation ou extrapolation. Pour la commune, le premier recensement exhaustif entrant dans le cadre du nouveau dispositif a été réalisé en 2007,.
En 2021, la commune comptait 195 habitants, en évolution de −18,75 % par rapport à 2015 (Calvados : +1,58 %, France hors Mayotte : +2,49 %).
| 1793 | 1800 | 1806 | 1821 | 1831 | 1836 | 1841 | 1846 | 1851 |
| ---- | ---- | ---- | ---- | ---- | ---- | ---- | ---- | ---- |
| 433  | 424  | 473  | 412  | 310  | 531  | 519  | 512  | 523  |

| 1856 | 1861 | 1866 | 1872 | 1876 | 1881 | 1886 | 1891 | 1896 |
| ---- | ---- | ---- | ---- | ---- | ---- | ---- | ---- | ---- |
| 510  | 469  | 460  | 415  | 419  | 391  | 399  | 340  | 370  |

| 1901 | 1906 | 1911 | 1921 | 1926 | 1931 | 1936 | 1946 | 1954 |
| ---- | ---- | ---- | ---- | ---- | ---- | ---- | ---- | ---- |
| 327  | 310  | 245  | 221  | 232  | 238  | 229  | 210  | 212  |

| 1962 | 1968 | 1990 | 1999 | 2007 | 2012 | 2017 | 2021 | - |
| ---- | ---- | ---- | ---- | ---- | ---- | ---- | ---- | - |
| 218  | 225  | 237  | 206  | 234  | 243  | 233  | 195  | - |

## Lieux et monuments
L'église, de style roman, possède une tour carrée ornée d'arcatures et terminée en bâtière ; elle est sous l'invocation de saint Pierre.